# Mihály Rezső
Mihály Rezső Rudolf, született Müller Rezső (Budapest, 1889. július 28. – Felsőörs, 1972. szeptember 5.) magyar festőművész, grafikus.

## Életpályája
Budapesten született Müller Frigyes (1846–1920) gyáros és Stern Debóra gyermekeként izraelita családban. Apai nagyszülei Müller Mór és Fisel Borbála voltak. Családnevét 1908-ban változtatta Mihályra. 1907-től Berlinben tanult. 1908-tól a gödöllői művésztelepen dolgozott. 1909-től volt kiállító művész.
Művészetére Aubrey Beardsley gyakorolt hatást.

## Festményei
- Leány sólyommal
- Vacsorázók (1910)

## Művei
- Bariék kalandja a nagy világban (mesekönyv, 1910)